# Saimir Tahiri
Saimir Tahiri (Tirana, 30 ottobre 1979) è un politico e avvocato albanese che ha ricoperto il ruolo di Ministro dell'Interno nel governo del primo ministro dell'Albania Edi Rama  dal 2013 al 2017.
Nel 2019 è stato condannato a 5 anni di carcere, ridotti a 3 anni e 4 mesi in seguito al processo abbreviato per abuso d'ufficio. È stato sospettato di essere coinvolto nella criminalità organizzata e di aver aiutato i suoi cugini nel traffico internazionale di droga mentre era ministro dell'Interno.

## Biografia
Tahiri è nato a Tirana il 30 ottobre 1979. È laureato in Giurisprudenza e ha conseguito un master in diritto pubblico presso l'Università di Tirana. Tahiri stava completando gli studi di dottorato nel settore del diritto parlamentare in Albania quando è stato nominato Ministro dell'Interno.
Dal 2006 al 2008 è stato docente a tempo parziale presso la facoltà di Giurisprudenza e diversi altri istituti di istruzione universitaria. Dal 2008 ha ottenuto il titolo di avvocato.

## Carriera politica
Nel 2009 è stato eletto membro dell'Assemblea in rappresentanza del Partito Socialista per la distretto di Tirana nella XVIII legislatura. È stato anche nominato vicepresidente del Gruppo parlamentare.
Nel 2011 Tahiri è stato eletto presidente del Partito Socialista di Tirana. Dal 2009 al 2013 è stato membro della Commissione Affari Legali, Pubblica Amministrazione e Diritti Umani.

### Ministro dell'Interno
Il 15 settembre 2013 è stato nominato Ministro dell'Interno nel primo governo del Rama.
Durante i primi mesi del suo mandato, seguendo gli ordini del primo ministro, Tahiri ha disposto retate su Lazarat, un villaggio isolato nel sud dell'Albania, famoso per la coltivazione della cannabis su scala industriale, sequestrando 71 tonnellate di marijuana dalla polizia. Negli anni successivi la situazione della droga in Albania e la guerra al commercio illegale è diventato un problema più grande e una enorme preoccupazione per la comunità internazionale.
Il 18 febbraio l'opposizione ha dato inizio a una protesta che si è protratta per 3 mesi. Una delle richieste principali fu quella delle dimissioni di Saimir Tahiri. Il 12 marzo, quattro ministri del Gabinetto, tra cui Tahiri, si sono dimessi.

### Lo scandalo delle intercettazioni
Il 16 ottobre 2017, la Guardia di Finanza di Catania ha arrestato i membri di un gruppo mafioso albanese-italiano di cui 4 italiani e 3 albanesi. Secondo la procura italiana il gruppo criminale aveva trafficato negli ultimi anni oltre 3,5 tonnellate di cannabis, pistole e altre armi, con un profitto annuo di 20 milioni di euro. Tra le persone arrestate c'era anche Moisi Habilaj, uno dei tre fratelli Habilaj, ben noti al pubblico albanese per le frequenti accuse pubbliche di traffico di droga verso la Grecia e l'Italia. Gli Habilaj erano cugini di secondo grado di Tahiri e durante il suo periodo come ministro dell'Interno l'opposizione lo ha accusato di collaborare con la "banda Habilaj".
Nelle trascrizioni della polizia italiana, avvenute mentre indagava sul Caso Habilaj, figurava anche il nome di Tahiri. In seguito la Procura albanese per i reati gravi ha chiesto al parlamento di autorizzare l'arresto del deputato e dell'ex ministro dell'Interno Samir Tahiri, dopo aver confermato i sospetti che avesse avuto un ruolo in una rete criminale di contrabbando di cannabis verso l'Italia. Il 23 ottobre Tahiri è stato espulso dal gruppo parlamentare del Partito Socialista d'Albania. L'8 novembre la maggioranza socialista del Parlamento ha negato la richiesta della Procura.  Il 3 maggio 2019 si è dimesso dalla carica di deputato mentre l'indagine è andata avanti per mesi.
Nel settembre 2019 la procura ha chiesto 12 anni di carcere per Saimir Tahiri con l'accusa di partecipazione a un'organizzazione criminale e al traffico internazionale di droga. Il 19 settembre, il Tribunale per i reati gravi ha condannato Tahiri a 5 anni di carcere, ridotti a 3 anni e 4 mesi a causa del processo abbreviato. Il tribunale ha ritirato tutte e tre le accuse dei pubblici ministeri e lo ha condannato per un'altra accusa, abuso d'ufficio. Tuttavia, Tahiri non andrà in prigione poiché il tribunale lo ha messo in libertà vigilata per tre anni e gli ha impedito di esercitare una carica pubblica durante questo periodo.
La Corte d'appello, tuttavia, ha ritenuto che la decisione non fosse corretta e ha ordinato un nuovo processo.